# Friedrich Dircksen
Friedrich Dircksen, häufig auch Fritz Dircksen, (* 17. Januar 1874 in Elberfeld; † 17. März 1907 in Köln) war ein deutscher Bauingenieur und preußischer Eisenbahn-Baubeamter.

## Herkunft und beruflicher Werdegang
Fritz Dircksen war der jüngste Sohn des insbesondere in Berlin (1874–1883, Stadtbahn) und Köln (1883–1890, westlicher Eisenbahnring mit Haupt-, West- und Südbahnhof u. a.) tätigen Eisenbahn-Baubeamten Ernst Dircksen. Entsprechend der Dienstorte seines Vaters besuchte er Schulen in Berlin und Köln, bevor er vermutlich an dessen letztem Dienstort Erfurt die Reifeprüfung ablegte. Danach begann Fritz Dircksen an der Technischen Hochschule (Berlin-)Charlottenburg ein Bauingenieurstudium mit der Fachrichtung Eisenbahnbau. Sowohl die erste Staatsprüfung mit anschließender Ernennung zum Regierungsbauführer (Referendar) als auch die zweite Staatsprüfung (1900) mit nachfolgender Ernennung zum Regierungsbaumeister (Assessor) im Eisenbahnbaufach bestand er mit Auszeichnung. Seine gezeigten Leistungen wurden dabei jeweils mit Prämien für Studienreisen anerkannt. Im Jahr 1899 erhielt er für seinen Entwurf zu einem Zentralbahnhof in Leipzig den Schinkelpreis des Architekten-Vereins zu Berlin.
Unmittelbar nach der Ernennung zum Regierungsbaumeister wurde Dircksen als Hilfsarbeiter in das preußische Ministerium der öffentlichen Arbeiten in Berlin berufen, wo er seine auf verschiedenen Studienreisen (Schweiz, Italien, Österreich, die Balkanländer, Kleinasien und Nordamerika) vertieften Kenntnisse zu Eisenkonstruktionen verwerten konnte. In einem Nachruf seines Kollegen Gottwalt Schaper hob dieser die wissenschaftliche Bedeutung hervor, die Dircksen durch seine zahlreichen Veröffentlichungen und insbesondere seine Ausarbeitung Hilfswerte für das Entwerfen und die Berechnung eiserner Brücken errang. Diese Facharbeit wurde, versehen mit zwei ministeriellen Empfehlungen, erstmals 1904 publiziert und 1905 und 1908 in erweiterten Auflagen gedruckt. Nochmals erschien sie 1913 in einer von Schaper neu bearbeiteten Ausgabe. Dircksens wissenschaftlicher Nachlass enthielt offensichtlich weitere unvollendete Ausarbeitungen. Neben seiner hauptamtlichen Beschäftigung war er darüber hinaus bis zu seinem Wechsel nach Köln im November 1905 Assistent von Heinrich Müller-Breslau an dessen Lehrstuhl an der Technischen Hochschule Charlottenburg, eine Stellung in der ihm Schaper ebenso wie im Ministerium nachfolgte.
Die Versetzung von der Eisenbahnabteilung des Ministeriums in Berlin an die Königliche Eisenbahndirektion Köln sollte Dircksen die Möglichkeit bieten, seine theoretischen Kenntnisse praktisch anzuwenden. Ihm war der Auftrag übertragen, unter der Leitung von Fritz Beermann die Ausarbeitung der Entwürfe und die örtliche Bauleitung der Hohenzollernbrücke und der Südbrücke zu übernehmen. Nur wenige Monate nach der Versetzung nach Köln erhielt er 1906 die Ernennung zum Eisenbahn-Bau- und Betriebsinspektor. Nach seinem frühen Tod setzte Gustav Schimpff seine Arbeit fort.

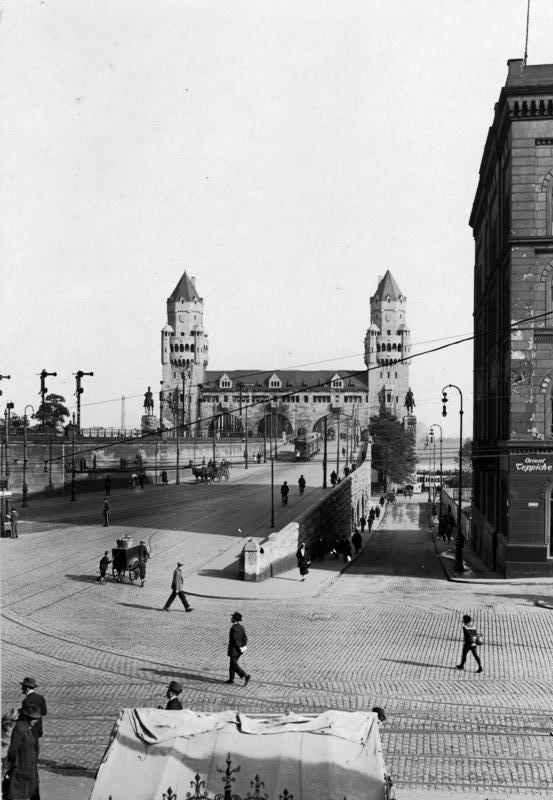
Westliche Auffahrt der Hohenzollernbrücke (1930)
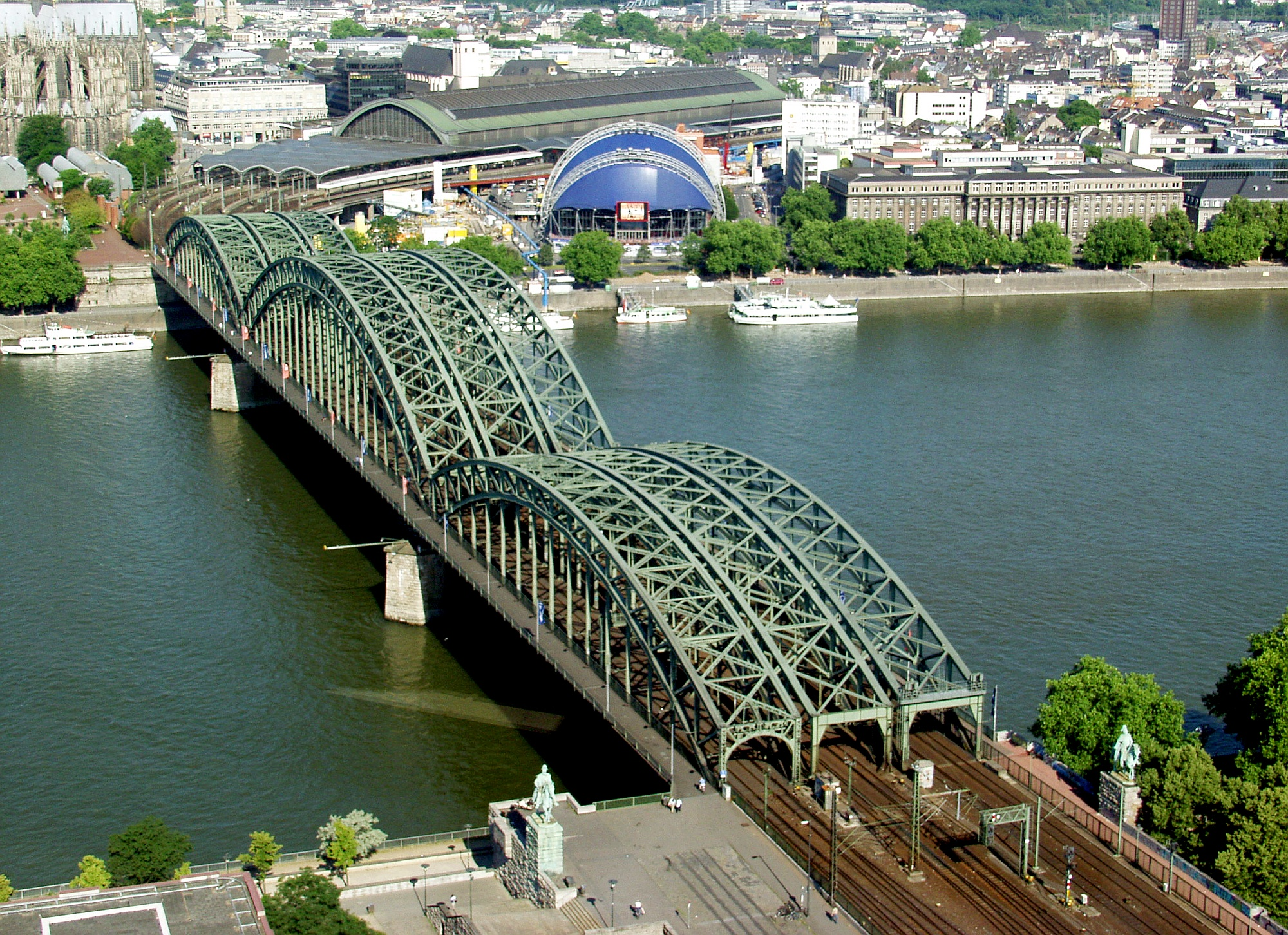
Heutige Hohenzollernbrücke
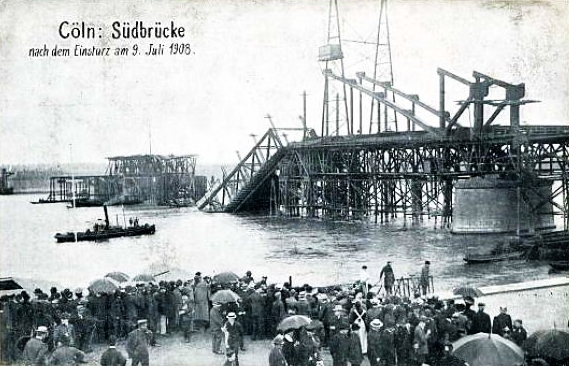
Einsturz der Südbrücke am 9. Juli 1908
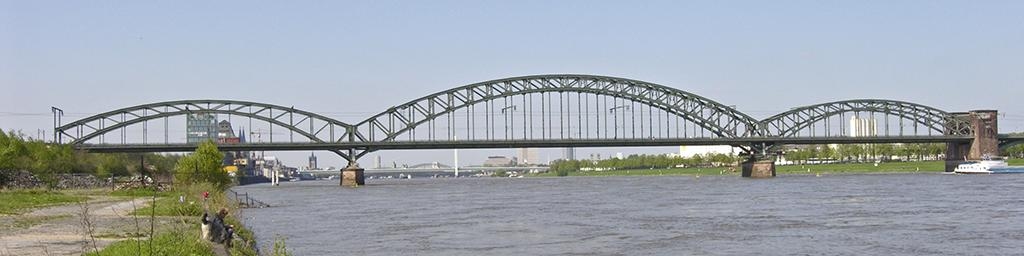
Heutige Südbrücke

## Schriften
- Die neuen Belastungsvorschriften für die eisernen Brücken der preußischen Staatseisenbahnverwaltung vom April 1901. In: Centralblatt der Bauverwaltung. Nr. 62, 1901, S. 381–383 (zlb.de).
- Hilfstabellen zur Berechnung der Fahrbahn eiserner Eisenbahnbrücken unter Zugrundelegung der Belastungsvorschriften der preußischen Staatseisenbahnverwaltung vom April 1901. In: Centralblatt der Bauverwaltung. Nr. 66, 1901, S. 405–407 (zlb.de).
- Hängebrücke als Schüttgerüst. In: Centralblatt der Bauverwaltung. Nr. 57, 1902, S. 354 (zlb.de).
- Eigengewichte eingleisiger eiserner Eisenbahnbrücken der preußischen Staatsbahn. In: Zentralblatt der Bauverwaltung. Nr. 6, 1904, S. 33–36 (zlb.de).
- Die drei neuen East-River-Brücken in Neuyork. In: Zentralblatt der Bauverwaltung. Nr. 19, 1904, S. 117–119 (zlb.de). (Fortsetzung). In: Zentralblatt der Bauverwaltung. Nr. 21, 1904, S. 136–137 (zlb.de). (Fortsetzung). In: Zentralblatt der Bauverwaltung. Nr. 22, 1904, S. 141–144 (zlb.de).
- Hilfswerte für das Entwerfen und die Berechnung von Brücken mit eisernem Überbau als Ergänzung zu den preussischen Vorschriften für das Entwerfen der Brücken mit eisernem Überbau vom 1. Mai 1903. Empfohlen durch die Ministerialerlasse I D 13781 vom 17. September 1903 und I D 11628 vom 30. Juni 1904 (Eisenbahnnachrichtenblatt 1903 S. 388 und 1904 S. 286). Ernst & Sohn, Berlin 1904.
- Bauhöhen von Brücken. In: Zentralblatt der Bauverwaltung. Nr. 54, 1905, S. 337–340 (zlb.de).
- Querschnittbestimmung auf Druck beanspruchter Stäbe. In: Zentralblatt der Bauverwaltung. Nr. 72, 1905, S. 451–452 (zlb.de).